# Battlestar Galactica (statek)

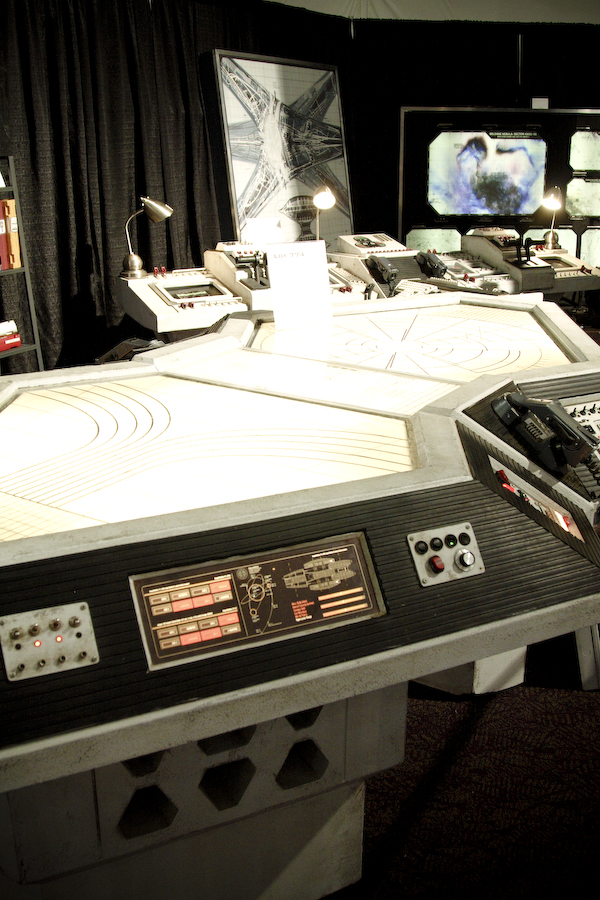
Fragment planu filmowego.

Battlestar Galactica (BSG 75) - okręt kosmiczny 12 Kolonii Kobolu typu Jupiter (Columbia; klasa Galactica). Jest tytułowym oktemem i główną lokacją seriali telewizyjnych Battlestar Galactica z lat 1978-1980 i 2003-2009.
Jako pierwsza ze swojego typu, Battlestar Galactica była równocześnie pierwszym okrętem rodziny Battlestar skonstruowanym przez Dwanaście Kolonii Kobolu przed wybuchem Pierwszej Wojny Cylońskiej.

## Battlestar Galactica (serial telewizyjny 1978)
W tej serii funkcjonuje kilka gwiazd bitewnych np. Acropolis, Atlantia, Columbia, Pacifica, Pegasus, Rycon, Solaria i Triton oraz jedna główna znany jako Galactica, będący reprezentantem planety Capricia. Załogę Galactiki tworzą głównie przedstawiciele tej właśnie planety. Galactica została zbudowana 500 lat przed I wojną Cylońską. Prawdopodobnie Galactica i Pegasus były jedynymi statkami, które przetrwały atak Cylonów.
Atlantia, Acropolis, Pacifica i Triton zostały zniszczone w pierwszej serii ataków na Kolonie, Columbia została zniszczona w odcinku pt. "Gun on Ice Planet Zero". Pegasus został odnaleziony w odcinku pt. "The Living Legend".
Dowódcą Galactiki jest Komandor Adama. Na pokładzie BSG 75 znajduje się około 150 Viperów, część pochodzi z innych zniszczonych Battlestarów oraz duża liczba raptorów i pilotów pochodzących głównie z Pegasusa.

## Battlestar Galactica (serial telewizyjny 2004)
Battlestar Galactica (nr BSG 75) była najstarszym okrętem rodziny Battlestar (ang. Gwiazda Bojowa) i pierwszą wyprodukowaną sztuką projektu Jupiter. Okręt zbudowano niedługo przed wybuchem Pierwszej Wojny. Została przypisana do kolonii Caprica, jednak według kanonicznej fabuły gry Battlestar Galactica: Deadlock, wkrótce po wystawieniu okręt zaginął w akcji.
Dzięki rozkazowi dowódcy statku Komandora Adamy na jego pokładzie nie został zainstalowany zaawansowany system komputerowy, co uchroniło Galacticę przed zniszczeniem. Przed atakiem należała do Grupy Bojowej 75 Battlestarów, jednak zapadła decyzja, aby przestarzała Galactica pełniła rolę okrętu-muzeum.

### Historia
Pierwszym dowódcą Galactiki był komandor Nash. Po powrocie do floty kolonialnej, którego szczegóły przedstawiono w grze Deadlock, okręt brał udział w większości ważniejszych starć Pierwszej Wojny. W dziesiątym roku wojny otrzymał zadanie wysyłania grup Raptorów z rozkazami w ramach Ofensywy Floty Duchów.
Dwa lata później Galactica została ważnym uczestnikiem Operacji Raptor Talon, ataku na cylońską flotyllę broniącą planety "o krytycznym znaczeniu dla przebiegu wojny" ze względu na informacje o cylońskiej superbroni będącej w konstrukcji. Podczas bitwy zniszczeniu uległ siostrzany okręt Galactiki, Battlestar Columbia. Przed zakończeniem starcia rząd Dwunastu Kolonii podpisał rozejm z Imperium Cylonów.
Dwadzieścia lat po podpisaniu pokoju kolonialna flota zaczęła się prędko rozrastać, a rola starzejącej się Galactiki została zredukowana do misji międzyplanetarnych, niewymagających nadświetlnych przeskoków. Z takim zadaniem okręt służył przez następnych osiemnaście długich lat, podczas których jej dowództwo najprawdopodobniej po raz pierwszy wpadło w ręce komandora Williama Adamy.
Zaawansowany wiek Galactiki sprawił, że okręt miał coraz mniejsze możliwości bojowe z każdym mijającym rokiem. Zgodnie z rozkazem komandora Adamy na okręcie nie zainstalowano nawet sieci komputerowych. Ze względu na wymienione czynniki administracja prezydenta Adara zarządziła wycofanie Galactiki ze służby wojskowej i uczynienie z niej muzeum wojny, na zawsze spoczywające na orbicie Capriki, której niegdyś dzielnie służyła. Wycofanie okrętu ze służby odbyło się w czterdziestą rocznicę zawarcia rozejmu. W tym samym dniu Cyloni ponownie zaatakowali Kolonie.
Ze względu na nakaz Adara w czasie ataku na Kolonie Galactica nie posiadała pełnego uzbrojenia, nie miała paliwa na zaawansowane manewry, jeden z jej hangarów został przeznaczony na halę muzealną. W czasie pierwszej fazy wojny do dowództwa doszła wiadomość o zniszczeniu wszystkich Kolonii z użyciem broni atomowej i trzydziestu z kilkudziesięciu istniejących Battlestarów.
Niedługo później eskadra myśliwców Viper Mk. VII, których system został uaktualniony zmianami wprowadzonymi przez doktora Gaiusa Baltara, pozostawiającymi lukę w obronie przeciw wirusami, została całkowicie zniszczona przez dwóch wrogich Korsarzy. Zamiast nieistniejących już nowoczesnych myśliwców w ramach ochrony powietrznej wystrzelono więc przestarzałe Vipery Mk. II ze starym systemem, będące na pokładzie w ramach wystawy muzealnej. W potyczce wskutek eksplozji nuklearnej uszkodzony został kadłub Galactiki i jej lewy boczny hangar.
Jako pierwszy rozkaz dotyczący całości floty w nowej wojnie komandor Adama nakazał zbiórkę przy stacji wojskowej Ragnar Anchorage, gdzie niekompletne uzbrojenie Galactiki zostałoby uzupełnione. Wszystkie statki, które się stawiają, są cywilne.
W odcinku pt. "33" jest mowa o tym, że dokonano już ponad 240 potyczek z Cylonami. Na Galactice znajdują się również główne zapasy wody i tylium (paliwa) dla Floty Kolonialnej.
Po przyłączeniu się okrętu Pegasus władzę wojskową we Flocie przejęła admirał Helena Cain i dzięki współpracy z Galacticą udało się zniszczyć Resurrection Ship Cylonów, na którym ci się odradzali. Po śmierci admirał Cain Prezydent Roslin mianowała Adamę admirałem.
Gdy Koloniści zasiedlili Nową Capricę Galactica wraz z Pegasusem i kilkoma statkami cywilnymi przebywała na orbicie tej planety mając na celu obronę jej mieszkańców, a także przeprowadzanie lotów ćwiczebnych dla nowych pilotów Floty. Rok po zasiedleniu Nowej Caprici Galactica, Pegasus i kilka cywilnych statków musiało uciekać z orbity, gdyż pojawiła się flota Cylonów.
Trzy miesiące po ucieczce z Nowej Caprice admirał Adama podjął decyzję o wyzwoleniu planety. W tym celu skontaktował się z tamtejszym ruchem oporu i przygotował plan wyzwolenia. Gdy Galactica wróciła na orbitę rozpoczął się Drugi Exodus. W czasie ataku na baseshipy Cylonów został uszkodzony napęd FTL przez co Galactica nie mogła dokonać skoku i prawie została zniszczona. Jednak z pomocą przyszedł jej Battlestar Pegasus oddelegowany wcześniej do obrony statków cywilnych i pomógł Galactice obronić się przed atakami. Galactica została "uratowana", a Pegasus został zniszczony.
Po Drugim Exodusie Galactica znowu zostaje głównym statkiem Floty Kolonialnej i głównym miejscem akcji serialu.

### Dane ogólne i uzbrojenie
Galactica posiada napęd FTL (Faster Than Light – Szybciej Niż Światło) umożliwiający skoki nadświetlne. Jej załoga składa się z ok. 2600 osób. Dowódcą Galactiki jest Admirał Adama, pierwszym zastępcą był Pułkownik Tigh (dowódca i zastępcy się zmieniali). Podstawowym zadaniem statku jest obrona Floty Cywilnej. Na pokładzie Battlestara znajduje się kilka sztuk broni kinetycznej oraz 12 kapsuł ratunkowych umożliwiających obronę przed zniszczeniem od broni atomowej.
Na Galactice znajduje się co najmniej 6 głowic nuklearnych (4 posiadała w momencie Ataku na Kolonie, reszta pochodzi z Pegasusa), które miały zostać użyte m.in. do zniszczenia Planety Alg. Galactica posiada około 90 Viperów (sama posiadała 32 Vipery, w tym 6 typu Mark VII i Mark II) i ok. 20 Raptorów (analogicznie tyle samo pilotów).